# Caprices festival
 (février 2013).
 (septembre 2023).
Le Caprices festival est un festival de musique se déroulant chaque année à Crans-Montana depuis 2004.
Lors des SwissNightlife Award 2011, Caprices Festival a été nommé dans la Catégorie des Best Big Event. Quant à l'événement electro Modernity, il a reçu le prix du Best Event 2011.

## Histoire
En 2015, l'événement dure trois jours, au lieu de deux week-end précédemment, dans un nouvel endroit pour ce qui concerne la piste de dance, le centre sportif de la Moubra. Plusieurs artistes sont à l'affiche, dont Dixon, Solomun ou Deep Dish. Une seconde scène, intitulée « Modernity », est également installée à 2 200 m d'altitude avec un accès exclusif par télécabine. Une troisième scène, le « Bar 7 » est présente en bas du télécabine. Depuis 2017, sa programmation se concentre sur les DJ de musiques électroniques en vogue.

## Programmations

### Années 2000

#### Édition 2009
- Duffy, Michel Boujenah, Skye, Marc Aymon, Ska Nerfs, Paolo Nutini, Liam Gerner, Toots & The Maytals, U-Roy, Pablo Moses, Sebastian Sturm, Amon Tobin, Dj Krush, Underground Resistance, Cali P, Soldia Sound, Kya Bamba Sound, Julien Doré, Thomas Dutronc, Loane, Sergent Garcia, Oxmo Puccino, Jimi Tenor, Marco Carola, Matthew Dear, Troy Pierce, Time Machine, Vagalatschk, Yael Naim, Mark Kelly, Anaïs, Nada Surf, The Young Gods, Hell’s Kitchen, Loco Dice, Ricardo Villalobos, Luciano, Reboot, Charlotte Parfois, The Paradajz Vampiri, Mirko Loco, Daria, Michel Cleis, A Vitual Friend, Chamber Soul, Container 6, Isa Rose, Jaylina, Kingstep, Loraine Cotting, Middlecage, Trip In, Tweek, Walls on Fire, Dorian Gray.

### Années 2010

#### Édition 2010
- Milow, Grand corps malade, Yodelice, Amy MacDonald, Morcheeba (with Skye), Birdy Nam Nam, Melonmoon, Pegasus, Gotan Project, The Disciplines, Dee Day Dub, Rodrigo y Gabriela, Orpheline, Junior Tshaka, Ziggi & the Renaissance band, The Gladiators, Trip in, Yoav, Eiffel, Luke, Ghinzu, Clara Morgane, Martin Solveig, Andrea Olivia, Dj Food & DK, Missill, Derrick May, Carl Cox, Narodniki, Ricardo Villalobos, The Rambling Wheels, Green Vibe Crew, Straight Sound, Ashcombe, Mingmen, La Dixion, Les Tontons Funkeurs, Jack is Dead, Less is Groove, Deep Kick, Dj Sylvano, Al-X, Sety, Konpuita-Live, Luca Castillo, Ajele, Andri-Live, Masaya, Dani Casarano& Felipe Acedevo& Pedro Andrade, Sonja Moonear, Luca Torre & Ben Larsen, Pikaya, Ramon Lorenzo & Two Loops Tek, Zenkis, Crescent City Connexion, Love Bunker, Kaktus Groove Band, Christophe Pochon et les sangliers rieurs, Bernie Constantin, A Soul Tribe, Brainless, Pop The Fish

#### Édition 2011
- Scorpions, Nas & Damian « JR GONG » Marley, Cali, Arno, Stromae, Ben l’Oncle Soul, Zaz, Cocoon, Martina Topley-Bird, Lilly Wood & The Prick, Paul Kalkbrenner, Derrick May, dOP, Ayọ, Julian Perretta, AaRON, Aloan, Joachim Garraud, Margaret Dygas, Keziah Jones, Ricardo Villalobos, Planet E 20th B-Day with Dubfire & Carl Craig feat. Mad Mike Banks Live, William White, Brothertunes, Guy Gerber, Guillaume & The Coutu Dumonts, Mathew Jonson, Bastian Baker, Licia Chery, Shlomi Aber, Andrea Oliva, Sam Frank, Dress, Fanga, Time Machine, Kenny Larking, Radio Slave, Stacey Pullen, Chronics, Boucan Hut, Red Studs, The Soul’D Out, The Sealers, Melodryme, Slyness, Sax Machine, The Swing Maniak Duo, Romeo Bonvin, Vinyl, Stephane & Co

#### Édition 2012
- Charlie Winston / Earth, Wind & Fire Experience feat. Al McKay, Carl Cox, John Digweed, Louca “Blooming Live”, Pegasus, Sean Paul, Gorillaz Sound System, Akhenaton & Faf Larage, Zombie Nation, Guillaume Coutu Dumont & The Side Effects, The Toxic Avenger, DJ Daz (IAM), Julien Doré, The DØ, Yuksek, Lamb, Sven Väth,Marlon Roudette, The Bewitched Hands, Hubert-Félix Thiéfaine, Caravan Palace, Shaka Ponk, Steve Lawler / Breton / Clotilde Courau,Stuck In The Sound, Cali (FR), Arno (BE), Ben l'oncle soul (FR), William White (CH), Stromae (BE), Brothertunes (CH), Scorpions (DE), Nas & Damian "JR Gong" Marley (US / JA), King Charles (Royaume-Uni), Million Stylez (SE), David Rodigan (Royaume-Uni), Soldia Sound (CH), Ayọ (DE), Julian Perretta (Royaume-Uni) / AaRON (FR), Aloan (CH), Made Mike Banks Live (US), Zaz (FR), Philip Catherine (FR), Martina Topley-Bird (Royaume-Uni), Lily Wood & The Prick (IL) (FR), Paul Kalkbrenner (DE), dOP (FR)

#### Édition 2013
- Lou Doillon, Pete Doherty, Sophie Hunger, -M-, Vitalic, Kevin Saunderson, Juan Atkins, Cody ChesnuTT, Nas, Tom Staar, Fatboy Slim, Dj Shadow, Sebb Bash, Ryan Crosson vs. Cesar Merveille, Cobblestone Jazz, Carl Craig vs. Mirko Loko, Noa, Roger Hodgson, Tori Amos, Caprices Resident, Hobo, Barem, Gaiser, Paco Osuna, Leila, Björk, The Weeknd, Amon Tobin, The Spinto Band, The Killers, SebastiAn vs Kavinski, 2manydjs, The Heavy, Black Rebel Motorcycle Club, Alice Cooper, Crash Island[3], Simian Mobile Disco, Andreas Olivia, Henrik Schwarz, Guillaume & The Coutu Dumonts, Luciano, Célien Schneider, Nelly Furtado, Mika, Sven Väth, Ilario Alicante, Toby Neumann, Onur Özer, André Galluzzi, Logic, Method Man & Redman, Cypress Hill, Mix Master Mike, M. Mike, Sonja Moonear, Matt John, ZIP, Ricardo Villalobos

#### Édition 2014
- IAM, George Clinton Parliament Funkadelic, Ziggy Marley, Ska-P, Grand Corps Malade, Irma, Goran Bregovic, Plaza Francia, Barrington Levy, Keziah Jones, Richie Hawtin, Marco Carola, Sven Väth, Carl Cox, Jeff Mills, Gesaffelstein, Ricardo Villalobos, Loco Dice, Dj Shantel, tINI, Magda, Masaya, Alejandro Mosso, Ezikiel, dOP, The Toxic Avenger Live, Shlomi Aber, Kya Bamba, Gypsy Sound System, Los Vagabundos de Lujo, Dj Pfel & Dj Greem (C2C), Henri Dès, Dub Inc, Kalabrese and Rumpelorchester, Paul Mac Bonvin, Mister Cover, The Rambling Wheels, Fleuve Congo, The Strypes, Danakil